# Trouble envahissant du développement non spécifié
 Mise en garde médicale
Le trouble envahissant du développement non spécifié est un trouble d'origine neurodéveloppementale. Il fait partie des troubles envahissants du développement.

## Définition
Le diagnostic de trouble envahissant du développement non spécifié (CIM-10 : F84.9) est utilisé lorsque la personne présente une altération envahissante de ses interactions sociales ou de ses capacités de communication, ou des comportements, intérêts et activités stéréotypés,.
Les critères d’un trouble envahissant spécifique ne sont toutefois pas remplis. Cette catégorie inclut, par exemple, des tableaux cliniques qui diffèrent de celui du trouble autistique par un début plus tardif ou par une symptomatologie atypique (APA ; DSM-IV-TR, 2000).
On désigne parfois ce trouble par l'abréviation PDD-NOS (pour Pervasive Developmental Disorder - Not Otherwise Specified).